# Aulus Semproni Atratí (tribú)
Aulus Semproni Atratí (llatí: Aulus Sempronius Atratinus) va ser un magistrat romà del segle v aC. Formava part de la família dels Atratí, una branca de la gens Semprònia.
Era fill de Luci Semproni Atratí, cònsol l'any 444 aC. Va ser elet tribú amb potestat consular tres vegades, els anys 425 aC, 420 aC i 416 aC.